# Gherteniș, Caraș-Severin
Gherteniș (maghiară: Gertenyes) este un sat în comuna Berzovia din județul Caraș-Severin, Banat, România. S-a numit și Bogdănești (1924-1925). În 1992 în satul Gherteniș au locuit 1132 de locuitori, din care 94% români, 3,7% maghiari și 1,1% germani. Satul a trecut prin mari inundații în 2006 și 2007, multe case prăbușindu-se sub acțiunea apei.
Aici s-a născut marea cântăreață de operă Kornelia Klara Hollosy de Ghertenis, supranumită Privighetoarea națională a Imperiului Austro-Ungar.

## Legături externe

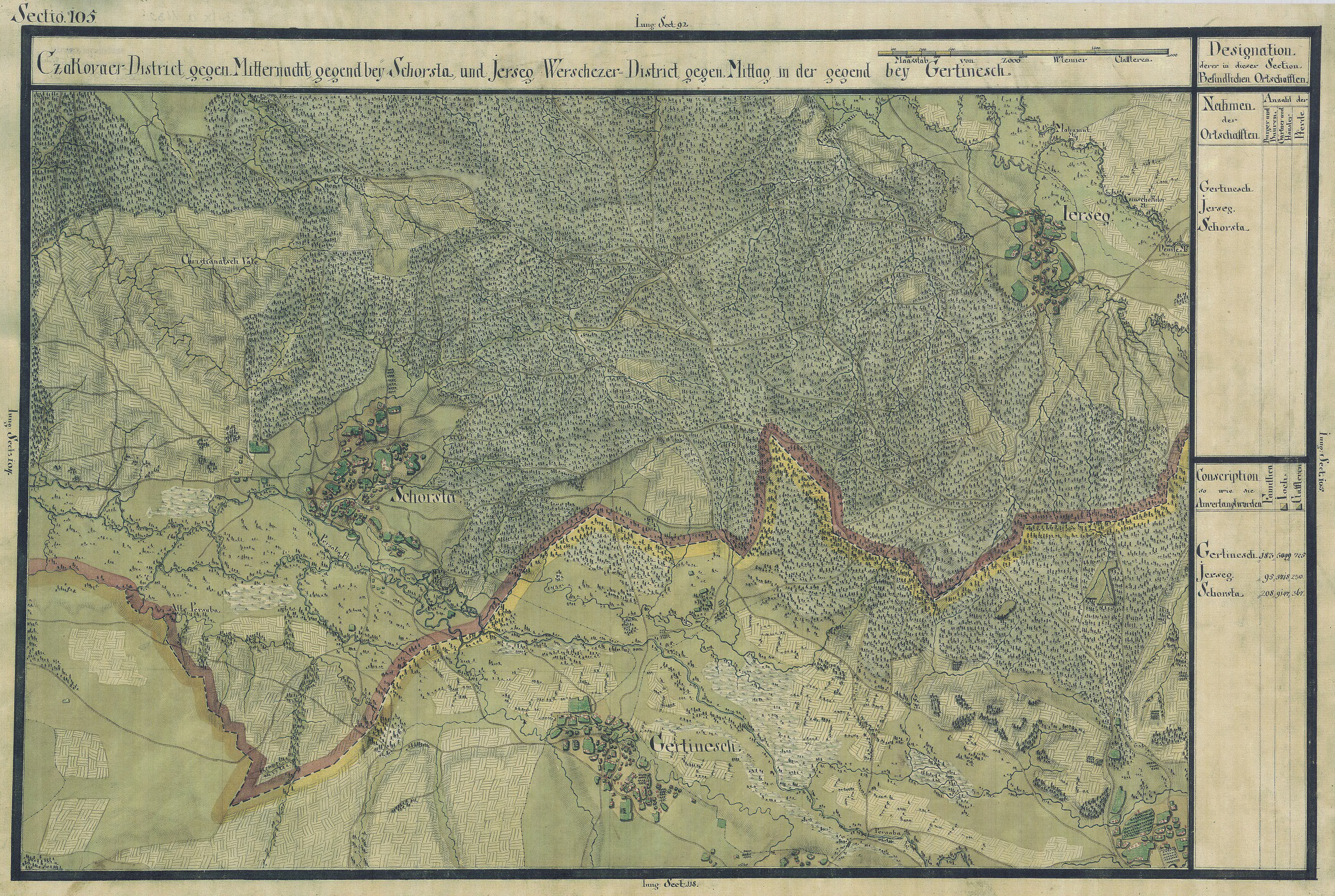
Gherteniș în Harta Iosefină a Banatului, 1769-72